# 서이란어군
서이란어군(영어: Western Iranian languages)은 이란어군의 한 분파로, 기원전 6세기경 이란에서 사용된 고대 페르시아어 및 메디아어와 연관된 언어들이다.

## 하위 분류
크게 남서이란어군과 북서이란어군으로 나뉘는데, 남서이란어군(오늘날 페르시아어와 관련 방언)이 비교적 명확한 구분인 데 반해 북서이란어군은 이에 속하지 않는 서이란 언어들을 통틀어 가리키는 분류에 불과하다.

## 언어

### 역사적 언어
- 고대
  - 남서: 고대 페르시아어 등
  - 북서: 메디아어 등
- 중세
  - 남서: 중세 페르시아어 등
  - 북서: 파르티아어 등

### 근현대
- 북서이란어군
  - 발루치어
  - 카스피어군
    - 길란어
    - 마잔다란어

  - 셈난어군
    - 셈난어
    - 상기사르어
    - 라스게르드어-소르헤어

  - 쿠르드어군
    - 쿠르드어
      - 북부 쿠르드어
      - 중앙 쿠르드어
      - 남부 쿠르드어
      - 라크어

    - 자자-고라니어
      - 자자어
      - 고라니어

  - 아다르어군(고대 아제르어 계통)
    - 타트계 제어
      - 탈리쉬어 등

    - 중앙어군(타트어)

  - 카비르어

- 중앙 평원[1]
  - 시반드어
  - 유대 하마단어
  - 북서어군
  - 북동어군
  - 남서어군
  - 남동어군: 조로아스터교 다리어(조로아스터교 야즈디, 유대-케르마니), 나이니(Nayini)

- 남서이란어군
  - 바슈카르드어(남부 바슈카르디어)
  - 가름시르어(북부 바슈카르디어)
  - 쿰자르어
  - 아촘어
  - 캅카스 타트어, 유대 타트어
  - 페르시아어
    - 방언: 이란 페르시아어, 유대 페르시아어, 다리어, 타지크어, 부하라어, 하자라어, 아이마크 방언, 시스탄 방언, 팔라비 방언

  - 페르시아계 제어
    - 슈스타르어, 데즈풀어, 루르어, 쿠마레이어
    - 기타 후제스탄 방언들
    - 파르스 방언들

마르카지와 이스파한 지방에서 사용되는 많은 언어와 방언은 젊은 세대에서는 페르시아어로 대체되고 있다.

## 같이 보기
- 동이란어군